# 老鸹窝泡
老鸹窝泡是一个位于中国吉林省镇赉县的湖泊，面积约为27平方千米，平均水深约为5米。